# Галактична площина
Галактична площина — це площина, в якій розташована основна частина маси дископодібної галактики. Напрямки, перпендикулярні до галактичної площини, вказують на галактичні полюси. Терміни «галактична площина» і «галактичні полюси» найчастіше вживаються щодо площини та полюсів Чумацького Шляху — галактики, в якій розташована наша Сонячна система. Ця площина є головною для побудови галактичної системи координат, вивчення та опису особливостей розподілу зір.
Деякі галактики мають кулясту або неправильну форму. Для них поняття галактичної площини не визначено. Навіть у випадку спіральної галактики з перемичкою, такої як Чумацький Шлях, визначення галактичної площини є дещо неточним і довільним, оскільки орбіти зір у галактиці не є ідеально компланарними. 1959 року МАС визначив позицію північного галактичного полюса Чумацького Шляху як таку, що розташована точно за координатами RA = 12h 49m, Dec = 27° 24′ для тодішньої епохи B1950; в епосі J2000, що застосовується тепер, після того, як була врахована прецесія, північний полюс галактики розташований за координатами RA 12h 51m 26.282s, Dec 27° 07′ 42.01″. Це в сузір'ї Волосся Вероніки, біля яскравої зорі Арктур; у той же спосіб було визначено й розташування південного галактичного полюса, що перебуває в сузір'ї Скульптора.
1959 року було визначено також розташування нульової довготи галактичних координат — вона розташована за 123° (позиційний кут) від північного полюсу світу. Таким чином, точка нульової довготи на галактичному екваторі розташована за координатами 17h 42m 26.603s, −28° 55′ 00.445″ (B1950) або 17h 45m 37.224s, −28° 56′ 10.23″ (J2000), а її позиційний кут в епосі J2000 становить 122,932°. Галактичний центр розташований у точці 31,72° (B1950) або 31,40° (J2000) від точки півночі на схід.